# Got Your Six
Got Your Six è il sesto album in studio del gruppo heavy metal statunitense Five Finger Death Punch, pubblicato nel 2015.

## Tracce
1. Got Your Six – 2:58
2. Jekyll and Hyde – 3:26
3. Wash It All Away – 3:45
4. Ain't My Last Dance – 3:29
5. My Nemesis – 3:35
6. No Sudden Movement – 3:21
7. Question Everything – 5:05
8. Hell to Pay – 3:07
9. Digging My Own Grave – 3:47
10. Meet My Maker – 3:00
11. Boots and Blood – 2:45

Tracce bonus della Best Buy Deluxe Edition
1. You're Not My Kind – 3:21
2. This Is My War – 2:55
3. I Apologize – 4:03

## Classifiche
| Classifica (2015) | Posizione massima |
| ----------------- | ----------------- |
| Australia         | 3                 |
| Austria           | 5                 |
| Belgio (Fiandre)  | 29                |
| Belgio (Vallonia) | 38                |
| Canada            | 3                 |
| Danimarca         | 14                |
| Finlandia         | 3                 |
| Francia           | 40                |
| Germania          | 5                 |
| Irlanda           | 46                |
| Norvegia          | 9                 |
| Nuova Zelanda     | 14                |
| Paesi Bassi       | 17                |
| Regno Unito       | 6                 |
| Svezia            | 5                 |
| Svizzera          | 5                 |
| US Billboard 200  | 2                 |
| US Digital        | 1                 |
| US Hard Rock      | 1                 |
| US Independent    | 1                 |
| US Top Rock       | 1                 |